# Estación 25 de Febrero
25 de Febrero es una estación del Ferrocarril General Urquiza en Argentina, ubicada en el municipio de Guaviraví en la provincia de Corrientes, a 310 km de la ciudad de Posadas. 
En la década de 1970 fue abandonada la construcción del ramal U-32 desde la estación 25 de Febrero hasta el pueblo de Yapeyú, cuando se había construido el terraplén, el triángulo de empalme al sur de la estación y un tramo de vías.

## Nombres
Se denominó estación Yapeyú el 1 de julio de 1900 como parte del Ferrocarril Nordeste Argentino. Por decreto nacional de 4 de julio de 1911 fue denominada estación Guaviraví a solicitud de los vecinos de Yapeyú (ubicada a 16 km) que no querían una duplicidad del nombre en distintos lugares. Por decreto nacional n.º 22069/1944 de 16 de agosto de 1944 fue restablecido el nombre de estación Yapeyú, pero le fue restituido el nombre de Guaviraví por decreto n.º 37947/1947 de 3 de diciembre de 1947. Posteriormente fue renombrada 25 de Febrero en homenaje a la fecha de nacimiento de José de San Martín en la vecina Yapeyú.

## Servicios
Pertenece al Ferrocarril General Urquiza, en el ramal que une las estaciones de Federico Lacroze, en la Ciudad Autónoma de Buenos Aires y Posadas, en la Provincia de Misiones. Era una estación intermedia del servicio del "Gran Capitán" que recorría hasta 2011.
No presta servicios de pasajeros. Por sus vías corren trenes de carga de la empresa estatal Trenes Argentinos Cargas.